# NGC 2082
NGC 2082 és una galàxia espiral intermèdia a la constel·lació de l'Orada. Hom va pensar que originalment era part del grup de galàxies de l'Orada, però posteriorment es va eliminar. Va ser descoberta el 30 de novembre de 1834 per John Herschel.
La supernova de tipus II 1992ba, un II de Tipus, va ser descoberta per Robert Evans en NGC 2082.